# Eragrostis leucosticta
Eragrostis leucosticta là một loài thực vật có hoa trong họ Hòa thảo. Loài này được Nees ex Döll mô tả khoa học đầu tiên năm 1878.